# Gabriel Louis François de Neufville de Villeroy
Gabriel Louis François de Neufville de Villeroy, duc d'Alincourt et 5e et dernier duc de Villeroy, marquis de Neufville, comte de Sault, duc de Retz, est né le 8 octobre 1731 et mort guillotiné à Paris le 28 avril 1794.

## Biographie

### Famille
Il est le fils de François Camille de Neufville de Villeroy (1700-26/12/1732), marquis puis duc d'Alincourt, et de la duchesse Marie-Josèphe de Boufflers, (10/09/1704-18/10/1738 à Paris), dame du palais de la reine Marie Leszczyńska.
Il épouse le 31 janvier 1747 Jeanne Louise Constance d'Aumont (1731-1816), fille du duc d'Aumont, avec laquelle il n'eut pas d'enfants.
Villeroy avait comme maîtresse une dame du siècle des Lumières, mademoiselle Étiennette Marie Périne Le Marquis, dite plus tard Mme de Villemomble (née à Dinan, Bretagne, 1737 et morte à Paris 1806). Il eut de sa relation avec elle une fille : Anne-Camille de Neufville, le 28 juin 1753, qui portera son nom et sera comtesse, par mariage. Mme de Villemomble fut ensuite maîtresse de Louis-Philippe duc d'Orléans, dit le Gros, auquel elle donna six enfants plus tard légitimés.

### Parcours de vie
Capitaine des gardes du corps du Roi (2e compagnie française) en 1758, il devient gouverneur de Lyon et des provinces lyonnaises, Forez et Beaujolais à la démission de son oncle Louis François Anne, le 29 novembre 1763. Il sera lieutenant général en 1781.
En 1766, au décès de son oncle il reprend le titre de duc de Villeroy, ainsi que le rôle de « protecteur » de l’Académie des Sciences, Belles-Lettres et Arts de Lyon ; il en sera membre « acclamé » le 8 avril 1766. Il achète l'hôtel de Beauharnais, rue de Lille, à Paris.
Entre 1766 et 1768, il est propriétaire de l'hôtel de Villeroy, rue de Varenne, dans la même ville.
Il fut fait chevalier de l'Ordre du Saint-Esprit le 1er janvier 1773.
Il vendit son duché de Retz au marquis Alexandre de Brie-Serrant en 1778.
Il meurt sur l'échafaud, guillotiné le 28 avril 1794 à Paris.

## Armoiries
| Blason | Blasonnement : D'azur au chevron d'or, accompagné de trois croisettes ancrées du même. |